# Radioimmunoterapia dei linfomi
La radioimmunoterapia è una terapia radiometabolica che può essere somministrata dal medico nucleare ai pazienti affetti da linfomi a cellule B che esprimano in membrana il recettore CD20 specifico per queste cellule. Tale trattamento è solitamente effettuato mediante l'anticorpo monoclonale Ibritumomab tiuxetan marcato con ittrio-90; un isotopo radioattivo emittente particelle beta meno, che consente la selettiva distruzione del tessuto linfomatoso mediante la sua irradiazione con una dose elevata di radiazioni a basso LET (con risparmio dei tessuti sani). La capacità dell'anticorpo di legarsi in modo specifico ad un antigene associato al linfoma aumenta la dose somministrata alle cellule tumorali riducendo la dose nei tessuti normali. Tale trattamento è di solito riservato per le forme di malattia resistenti all'immunoterapia convenzionale a base di rituximab (un anticorpo anti-CD 20 "freddo"; cioè non marcato con un isotopo radioattivo) di istotipo follicolare o trasformato. L'ittrio-90, non emettendo raggi gamma, non consente di eseguire imaging durante il trattamento. Di norma non è nemmeno effettuato l'imaging di bremsstrahlung per via della bassa qualità delle immagini. In letteratura la distribuzione dell'anticorpo nell'organismo è stata studiata marcandolo con Indio-111 (un isotopo emittente raggi gamma), ma tale operazione di solito non è effettuata in clinica.

## Controindicazioni al trattamento
- interessamento midollare da parte della malattia superiore al 25% stimato mediante biopsia osteomidollare (BOM) per il rischio di pancitopenia da eccessiva irradiazione del midollo[5].
- precedente trapianto di cellule staminali ematopoietiche
- piastrinopenia (piastrine < 100000/microlitro) o neutropenia (neutrofili<1500/microlitro)
- ipocellularità midollare (<15% alla BOM)
- precedente radioterapia a fasci esterni su più del 25% del volume midollare
- gravidanza (usare metodi contraccettivi fino a 12 mesi dopo il trattamento)
- allattamento (deve essere interrotto se iniziato)
- positività per anticorpi anti-murini (HAMA) per il rischio di reazioni anafilattiche e di inefficacia del trattamento per inattivazione del principio attivo

## Modalità di trattamento
Di solito si somministra un'attività di circa 15 MBq/Kg fino ad un massimo di 1200 MBq. In presenza di piastrinopenia o neutropenia di solito si riduce ad 11 MBq/Kg. Prima di somministrare l'anticorpo "caldo" (radioattivo) per 8 giorni si somministrano 250 mg/m2 di rituximab (anticorpo "freddo"). All'ottavo giorno si somministra l'anticorpo "caldo" dopo 1-2 ore dalla somministrazione di quello "freddo". La pre-somministrazione di rituximab è sufficiente ad occupare i recettori CD20 presenti sulle cellule sane, ma non è sufficiente a fare lo stesso su quelle tumorali che lo iper-esprimono (in tal modo si aumenta la selettività del trattamento, riducendo così i suoi effetti collaterali).

## Effetti Collaterali
L'unico effetto collaterale degno di nota è la tossicità midollare dovuta all'irradiazione del midollo osseo. Tale effetto è maggiore se esiste un esteso interessamento midollare da parte della malattia o se è già presente deficit della funzione midollare. Di solito questa tossicità è reversibile. Il nadir del livello di cellule circolanti di solito si ha dopo 7-8 settimane.
Gli altri eventi avversi sono di solito legati alla somministrazione del rituximab.

## Efficacia del trattamento
Nell'80% dei pazienti si ottiene una risposta al trattamento (completa nel 30% dei casi) con durata fino ad 86 mesi ed una mediana di 26. Tale remissione è più frequente e duratura rispetto a quella data dal trattamento con rituximab. Dai dati in letteratura sembra evincersi che ripetere il trattamento non ne pregiudica l'efficacia.